# Leonardo Astrada
Leonardo Rubén Astrada (* 6. Januar 1970 in Buenos Aires) ist ein ehemaliger argentinischer Fußballspieler und Fußballtrainer. Er spielte während seiner aktiven Laufbahn überwiegend als defensiver Mittelfeldspieler und war für seine Führungsqualitäten auf dem Platz bekannt. Mit der Nationalmannschaft gewann er die Copa América 1991.

## Karriere

### Spieler

#### Verein
Astrada begann seine Profikarriere 1989 bei River Plate in Buenos Aires und blieb dem Verein fast während seiner gesamten aktiven Zeit treu. Mit River Plate gewann er zahlreiche nationale Titel, darunter mehrere argentinische Meisterschaften. Insgesamt absolvierte er über 400 Pflichtspiele für die „Millonarios“ und erzielte dabei elf Tore. Größter Erfolg war der Gewinn der Copa Libertadores 1996. Im Jahr 2000 wechselte er kurzzeitig zum brasilianischen Spitzenverein Grêmio, kehrte jedoch im Folgejahr zu River Plate zurück, um dort seine Spielerkarriere 2003 zu beenden.

#### Nationalmannschaft
Astrada spielte 32-mal für die argentinische Nationalmannschaft und erzielte dabei ein Tor. Er debütierte im März 1991 beim Freundschaftsspiel gegen Mexiko und stand nur wenig später im Kader zur Copa América 1991. Dort bestritt er alle sieben Partien für die Albiceleste, die als Gruppenerster in die Finalphase einzog und in dieser den Turniersieg holte. Bei der Copa América 1995 schied Astrada mit Argentinien im Viertelfinale gegen Brasilien aus. 1998 stand er im Kader zur Weltmeisterschaft in Frankreich, kam jedoch nicht zum Einsatz. Sein letztes Länderspiel bestritt er im Februar 1999 beim Freundschaftsspiel gegen Mexiko. Sein einziges Länderspieltor erzielte Astrada beim 4:1-Erfolg gegen Paraguay in der Gruppenphase der Copa América 1991.

### Trainer
Nach seinem Rücktritt als Spieler begann Astrada eine Trainerkarriere. Er übernahm zunächst River Plate und trainierte danach weitere argentinische Erstligisten wie Rosario Central, Estudiantes de La Plata und Argentinos Juniors. 2010 wagte er ein Auslandsengagement und betreute den paraguayischen Klub Cerro Porteño. Dort kehrte er von 2012 bis 2014 zurück. 2015 trainierte er Atlético de Rafaela.

## Erfolge

### Spieler
River Plate
- Primera División: 1989/90, 1991-A, 1993-A, 1994-A, 1996-A, 1997-C, 1997-A, 1999-A, 2002-C, 2003-C
- Copa Libertadores: 1996
- Supercopa Sudamericana: 1997

Argentinien
- Copa América: 1991

### Trainer
- Primera División: 2003/04-C